# Hamda Saïed
Pour les articles homonymes, voir Saïed.
Hamda Saïed (arabe : حمدة سعيد), né le 10 juin 1940 à Béni Khiar, est un religieux et universitaire tunisien.

## Biographie
Originaire de Béni Khiar, dans le gouvernorat de Nabeul, il obtient une licence en charia et théologie en 1966 puis un doctorat en jurisprudence islamique en 1987.
Devenu professeur universitaire en 1989, il est élu à la Chambre des députés la même année, sur une liste du Rassemblement constitutionnel démocratique, à l'occasion des premières élections législatives tenues sous la présidence de Zine el-Abidine Ben Ali.
Il assume plus tard un rôle d'imam dans une mosquée de Béni Khiar après la révolution de 2011, tout en président l'association coranique du gouvernorat de Nabeul.
Il est nommé mufti de la République par le président par intérim, Moncef Marzouki, le 6 juillet 2013, peu avant le début du mois de ramadan, en remplacement d'Othman Battikh,. Ce dernier le remplace finalement le 12 janvier 2016.